# Sommer-Paralympics 2012/Teilnehmer (Slowenien)
| stlisierte Goldmedaille | stlisierte Silbermedaille | stlisierte Bronzemedaille |
| ----------------------- | ------------------------- | ------------------------- |
| —                       | 1                         | —                         |

Slowenien entsendete zu den Paralympischen Sommerspielen 2012 in London eine aus 22 Sportlern bestehende Mannschaft.

## Teilnehmer nach Sportart

### Leichtathletik
Frauen:
- Tanja Cerkvenik
- Tatjana Majcen

Männer
- Joze Flere
- Henrik Plank

### Radsport
Männer:
- Roman Pongrac

### Schießen
Männer
- Damjan Pavlin
- Franc Pinter
- Gorazd Francek Tirsek

### Schwimmen
Männer
- Darko Duric

### Sitzvolleyball
Frauen:
- Marinka Cencelj
- Lena Gabrscek
- Anita Goltnik Urnaut
- Danica Gosnak
- Alenka Irsic
- Bogomira Jakin
- Sasa Kotnik
- Suzana Ocepek
- Regina Terbuc Roudi
- Stefka Tomic
- Jasmina Zbil

### Tischtennis
Frauen:
- Andreja Dolinar
- Mateja Pintar